# Hållnäs landskommun
Hållnäs landskommun var en tidigare kommun i Uppsala län.

## Administrativ historik
Den 1 januari 1863, när kommunalförordningarna började tillämpas, skapades över hela riket cirka 2 500 kommuner, varav 89 städer, 8 köpingar och resten landskommuner. 
Då inrättades i Hållnäs socken i Olands härad i Uppland denna kommun
1952 genomfördes den första av 1900-talets två genomgripande kommunreformer i Sverige. Denna påverkade inte Hållnäs kommun.
1974 upplöstes kommunen och dess område gick upp i Tierps kommun.
Kommunkoden mellan åren 1952 och 1973 var 0322.

### Kyrklig tillhörighet
I kyrkligt hänseende tillhörde kommunen Hållnäs församling.

## Geografi
Hållnäs landskommun omfattade den 1 januari 1952 en areal av 235,08 km², varav 228,92 km² land. Efter nymätningar och arealberäkningar färdiga den 1 januari 1956 omfattade landskommunen den 1 november 1960 (enligt indelningen den 1 januari 1961) en areal av 251,94 km², varav 249,01 km² land.

### Tätorter i kommunen 1960
I Hållnäs landskommun fanns den 1 november 1960 ingen tätort. Tätortsgraden i kommunen var då alltså 0,0 procent.

## Politik

### Mandatfördelning i valen 1938–1970
| 8 | 8 | 9 |

| 25 |

| 9 | 16 |

| 25 |

| 11 | 14 |

| 25 |

| 11 | 14 |

| 24 |

| 12 | 5 | 8 |

| 24 |

| 25 |

| 24 |

| 13 | 6 | 4 | 2 |

| 23 |

| 9 | 8 | 7 |  |

| 24 |

| 11 | 7 | 6 |  |

| 22 |